# Onga (Giappone)
Onga (遠賀町?) è una cittadina giapponese della prefettura di Fukuoka.